# الطيور الصفراء (رواية)
الطيور الصفراء هي الرواية الأولى للكاتب والشاعر الأمريكي والمحارب القديم في حرب العراق كيفن باورز. كان الكتاب واحدًا من أبرز 100 كتاب في صحيفة نيويورك تايمز لعام 2012. ووصل إلى نهائيات جائزة الكتاب الوطني لعام 2012. وحصل على جائزة الغارديان للكتاب الأول لعام 2012، وجائزة مؤسسة همنغواي/القلم للرواية عام 2013.

## خلفية
يعتمد جزء كبير من الرواية على خبرة باورز في الخدمة لمدة عام في الموصل وتلعفر، العراق، من فبراير 2004 إلى مارس 2005 بعد التحاقه بالجيش الأمريكي في سن 17 عامًا. بعد تسريحه، التحق باورز بجامعة فرجينيا كومنولث، حيث تخرج عام 2008 بدرجة البكالوريوس في اللغة الإنجليزية. وحصل على درجة الماجستير في الفنون الجميلة من جامعة تكساس في أوستن.
قال باورز إن الرواية استغرقت حوالي أربع سنوات لكتابتها. كما أنه ينحدر من عائلة عسكرية حيث "خدم والده وأجداده، وكان عمه جنديًا في مشاة البحرية". وفيما يتعلق بعناصر السيرة الذاتية في الرواية، يقول باورز: "إن جوهر ما مر به بارتل، تعاطفت معه. شعرت بتلك الأشياء، وطرحت نفس الأسئلة: هل هناك أي شيء في هذا الأمر ينتهي؟، هل السؤال في حد ذاته هل الرواية لها قيمة؟ القصة مختلقة، لكن هناك توافقًا واضحًا بين حياته العاطفية والعقلية وحياتي".